# Grup de Suport a la Policia Civil de les Nacions Unides
El Grup de Suport de la Policia de les Nacions Unides (també conegut com a UNPSG, United Nations Police Support Group) va ser una operació multinacional de manteniment de la pau desplegada a Croàcia entre gener i octubre de 1998. Creat amb l'aprovació de la resolució 1145 del Consell de Seguretat del 19 de desembre de 1997, el UNPSG va reemplaçar a l'Administració de Transició de les Nacions Unides a Eslavònia Oriental, Baranja i Sírmia Occidental (UNTAES) en l'acompliment de funcions de supervisió policial.
L'objectiu principal de l'UNPSG va ser la supervisió de la policia croata, en específic en labors relacionades amb la tornada de refugiats per les tensions ètniques existents. La seu de l'UNPSG es va emplaçar a Vukovar encara que l'enllaç de les Nacions Unides es va mantenir a Zagreb. El contingent de la missió, a setembre de 1998, era de 114 policies de 18 països diferents recolzats per personal civil de les Nacions Unides d'origen local i internacional. La direcció de la missió estava sota el càrrec de la figura de Representant del Secretari General, ocupat llavors pel sirià Souren Seraydarian.
Complert el mandat de la missió, les tasques de supervisió a la policia van ser transferides a l'OSCE a partir del 16 d'octubre de 1998.